# Wiewiórka (Basses-Carpates)
Pour les articles homonymes, voir Wiewiórka.
Wiewiórka est une localité polonaise de la gmina de Żyraków, située dans le powiat de Dębica en voïvodie des Basses-Carpates.